# Körsam
Körsam upphörde 2011. Det var ett samarbetsorgan för körförbund i Sverige. Bland annat ingick följande: 
- Föreningen Sveriges Körledare (FSK)
- Sveriges Körförbund
- Svenska Baptisternas Sångarförbund (SBS)
- UNGiKÖR
- KFUK-KFUMS sångarförbund
- Svenska Arbetarsångarförbundet (SAS)
- Svenska Missionskyrkans Sångarförbund (SMS)
- Sveriges Kyrkosångsförbund (SKsf)
- Pueri Cantores Sverige

Till Körsam är även knutna
- Eric Ericson International Choral Centre
- Körstämman i Skinnskatteberg
- Körcentrum Syd
- Uppsala universitets Körcentrum

## Ordförande
- 1997–2003: Christian Ljunggren
- 2008: Anna Skagersten